# Stortingsvalet i Norge 1876
Stortingsvalet i Norge 1876 hölls i Norge 1876. Då partisystemet inte införts officiellt förrän 1884, var alla kandidater oberoende. Valdeltagandet var 43,1, fastän bara 4,6% av befolkningen hade rösträtt.

## Resultat
| Parti                           | Röster | %    | Mandat |
| ------------------------------- | ------ | ---- | ------ |
| Oberoende                       |        | 100  | 111    |
| Ogiltiga/blanka röster          |        | –    | –      |
| Totalt                          | 36,344 | 100  | 111    |
| Registrerade väljare/deltagande | 84,253 | 43.1 | –      |
| Källor: Nohlen & Stöver, NSSDS  |        |      |        |

### Fotnoter
1. ↑  Nohlen, D & Stöver, P (2010) Elections in Europe: A data handbook, p1437 ISBN 978-3-8329-5609-7
2. ↑  Nohlen & Stöver, p1423
3. 1 2  Storting composition 1814-1903 Arkiverad 26 mars 2012 hämtat från the Wayback Machine. Norwegian Social Science Data Services
4. ↑  Nohlen & Stöver, p1439